# Hiromi Otsu
Hiromi Otsu (Japans: 大津 広美, Ōtsu Hiromi) (Sarabetsu (Subprefectuur Tokachi), 22 mei 1984) is een Japans langebaanschaatsster. Ze is gespecialiseerd in de middellange en lange schaatsafstanden.
Op internationaal niveau is ze sinds begin 2002 aanwezig bij de WK junioren 2002. In het wereldbekercircuit zit ze op de grens tussen de B-groep en de A-groep. In 2005 behaalde ze brons bij de Japanse afstandskampioenschappen op de 1500 meter.

## 2006/2007
In 2007 behaalde ze goud bij de Japanse afstandskampioenschappen op de 3000 meter en zilver op de 1500 meter. Bij de Aziatische Winterspelen 2007 behaalde ze op de 1500 meter de zevende plaats.

## Resultaten
| jaar | Olympische Spelen          | WK Afstanden                                      | WK Junioren          |
| ---- | -------------------------- | ------------------------------------------------- | -------------------- |
| 2002 |                            |                                                   | 12e 5e achtervolging |
| 2005 |                            | 18e 1500m                                         |                      |
| 2006 | 33e 1500m 4e achtervolging |                                                   |                      |
| 2007 |                            | 14e 1500m 16e 3000m 6e achtervolging              |                      |
| 2008 |                            | 18e 1500m 17e 3000m 4e achtervolging              |                      |
| 2009 |                            | 16e 1500m · 12e 3000m · 12e 5000m · achtervolging |                      |